# ادامز پوینت، اوکلاند، کالیفرنیا
ادامز پوینت، اوکلاند، کالیفرنیا (به انگلیسی: Adams Point, Oakland, California) در ایالات متحده آمریکا است که در کالیفرنیا واقع شده‌است.